# Malinalco (település)
Malinalco egy település Mexikó México államának déli részén. 2010-ben lakossága meghaladta a 8000 főt. Fontos turisztikai célpont, ugyanis egyike az ország Pueblo Mágico címet elnyert településeinek.

## Földrajz

### Fekvése
Malinalco Mexikó középső részén fekszik a Vulkáni-kereszthegység hegyei között, Mexikóvárostól délnyugatra, Tolucától délre. Közelében halad el a Querétaro államból Guerrero államba vezető 55-ös főút.

### Éghajlat
A város éghajlata egyenletesen meleg, de nem rendkívül forró, nyáron és ősz elején viszonylag csapadékos. Minden hónapban mértek már legalább 30 °C-os hőséget, de a rekord nem érte el a 40 °C-ot. Az átlagos hőmérsékletek a januári 18,6 és az áprilisi 22,8 fok között váltakoznak, fagy nem fordul elő. Az évi átlagosan 1125 mm csapadék időbeli eloszlása nagyon egyenetlen: a júniustól szeptemberig tartó 4 hónapos időszak alatt hull az éves mennyiség több mint 80%-a.
| Hónap                                   | Jan. | Feb. | Már. | Ápr. | Máj. | Jún. | Júl. | Aug. | Szep. | Okt. | Nov. | Dec. | Év   |
| --------------------------------------- | ---- | ---- | ---- | ---- | ---- | ---- | ---- | ---- | ----- | ---- | ---- | ---- | ---- |
| Rekord max. hőmérséklet (°C)            | 31,0 | 33,0 | 35,0 | 36,0 | 37,0 | 36,5 | 36,5 | 38,0 | 37,0  | 32,0 | 39,0 | 30,0 | 39,0 |
| Átlagos max. hőmérséklet (°C)           | 26,2 | 27,8 | 29,7 | 31,0 | 30,4 | 27,9 | 26,9 | 27,4 | 26,9  | 26,7 | 26,8 | 26,3 | 27,8 |
| Átlaghőmérséklet (°C)                   | 18,6 | 19,6 | 21,3 | 22,8 | 22,7 | 21,4 | 20,8 | 21,0 | 20,8  | 20,2 | 19,6 | 19,0 | 20,7 |
| Átlagos min. hőmérséklet (°C)           | 11,0 | 11,5 | 13,0 | 14,6 | 15,0 | 15,0 | 14,8 | 14,6 | 14,6  | 13,7 | 12,5 | 11,7 | 13,5 |
| Rekord min. hőmérséklet (°C)            | 2,5  | 2,0  | 6,0  | 9,0  | 5,0  | 6,0  | 10,0 | 10,0 | 10,0  | 8,0  | 3,0  | 5,0  | 2,0  |
| Átl. csapadékmennyiség (mm)             | 14   | 11   | 10   | 18   | 78   | 237  | 240  | 222  | 222   | 55   | 15   | 3    | 1125 |
| Forrás: Servicio Meteorológico Nacional |      |      |      |      |      |      |      |      |       |      |      |      |      |

## Népesség
A település népessége a közelmúltban szinte folyamatosan növekedett:
| Év   | Lakosság |
| ---- | -------- |
| 1990 | 5385     |
| 1995 | 6517     |
| 2000 | 6487     |
| 2005 | 6523     |
| 2010 | 8045     |

## Története
Neve a navatl nyelvből ered, valószínűleg a malinalli nevű növény és a co helynévképző fedezhető fel a szóban.
A térség első települései a korai posztklasszikus korból és a késői posztklasszikus kor kezdetéről ismertek, amikor valóságos népvándorlás zajlott a Mexikó-fennsík térségében. Luis Galván Villegas szerint Malinalco első említése a 12. századból származik, amikor egy kulva csoport Cuauhtepexpetlatzin vezetésével leigázta a települést, amelyet akkor matlaszinka gyökerekkel rendelkező emberek laktak. Később a csicsimékek szállták meg a környéket Xólotl király vezetésével, majd a 15. századtól az aztékok hódították meg a Tenocstitlan közelében elterülő vidékeket, köztük Malinalco térségét is. A romjaiban ma is látható, Malinalcónak nevezett azték települést 1501-ben, Ahuízotl uralkodása idején alapították.
A spanyolok megérkezése után Andrés de Tapia feladata volt Malinalco meghódítása, és bár a helyiek ellenálltak, végül az európaiak győzedelmeskedtek. A területet hozzácsatolták az encomienda-rendszerhez, az első földeket többek között Cristóbal Rodríguez de Ávalos kapta meg. Ő volt az egyik fő előmozdítója a keresztény hittérítésnek is, amelyet 1533-tól az Ágoston-rendiek valósítottak meg a térségben. Rodríguez de Ávalos volt az is, aki a malinalcói kolostor felépítését támogatta. A kolostor neve eredetileg így az ő neve után vette fel a Szent Kristóf nevet, igaz, ma már nem így, hanem Isteni Megváltónak hívják. A plébániához tartozó területeken összesen 11, valószínűleg szalmatetős kápolnát is emeltek. Később a jezsuiták is megjelentek, akik a gazdasági életbe is bekapcsolódtak: többek között a Jalmolonga nevű haciendán cukorgyártással foglalkoztak.
A 19. század elején zajló mexikói függetlenségi háború fontos helyi eseménye volt, amikor 1813. január 8-án Malinalcóba érkezett a függetlenségiek egyik fővezére, José María Morelos, aki itt írt alá egy olyan dokumentumot, amelyben elrendeli, hogy adják vissza Mexikónak azt az egyházi kormányzati levelet, amelyben az egyház adományokat kér a félszigeti háborúban a franciák ellen harcoló spanyolok számára.
A gyarmati időkben alcaldía mayor rangú Malinalco a független Mexikóban partido lett és 1826-ban saját önkormányzatot kapott. A reformháború után, 1861 első hónapjaiban a vereséget szenvedett erők egy része még megpróbált harcolni Benito Juárez ellen, egyik fő menedékhelyüknek a Malinalco környékén elterülő hegyvidék számított. A mexikói forradalom idején Emiliano Zapata bázisa a közeli Morelos államban volt található, nem csoda, hogy a Díaz-kormánnyal szintén elégedetlen malinalcóiak is hozzá csatlakoztak 1911 áprilisában, és Genovevo de la O irányítása alatt harcoltak tovább. Victoriano Huerta kormánya idején a helyiek többsége zapatista maradt, és bár a kormány megpróbálta felvenni a harcot a forradalmárokkal, például a helyi birtokosoknak fegyverek vásárlását javasolta, ez a javaslat válasz nélkül maradt.

## Turizmus, látnivalók
A település leghíresebb látnivalója a Cerro de los Ídolos hegy oldalában felépült azték romváros, amely szintén Malinalco néven ismert. A környéken még több mint 30 kisebb régészeti lelőhely is található.
Emellett azonban a későbbi korokból is értékes műemlékek maradtak fenn Malinalcóban, például az Isteni Megváltó templom és a Szent Mónika-kápolna. A turisták szállítása céljából számos kis járgány, úgynevezett chicharra járja a település utcáit. A város fő rendezvényei vallási ünnepekhez kapcsolódnak, de tartalmuk nem csak vallási: zenés, táncos mulatságokat rendeznek rendszerint tűzijátékokkal színesítve.
Három múzeum is működik a településen: a Galería Tlakuikani a spanyol hódítás előtti kortól kezdve egészen a kortárs művészek alkotásaiig mutatja be a mexikói művészetet, a Los Bichos de Malinalcóban a helyi rovarvilág ismerhető meg, a Dr. Luis Mario Shneider múzeum öt termében pedig régészeti, történelmi és néprajzi emlékek éppúgy megtalálhatók, mint botanikával vagy a hagyományos gyógyászattal kapcsolatos tárgyak.

## Képek

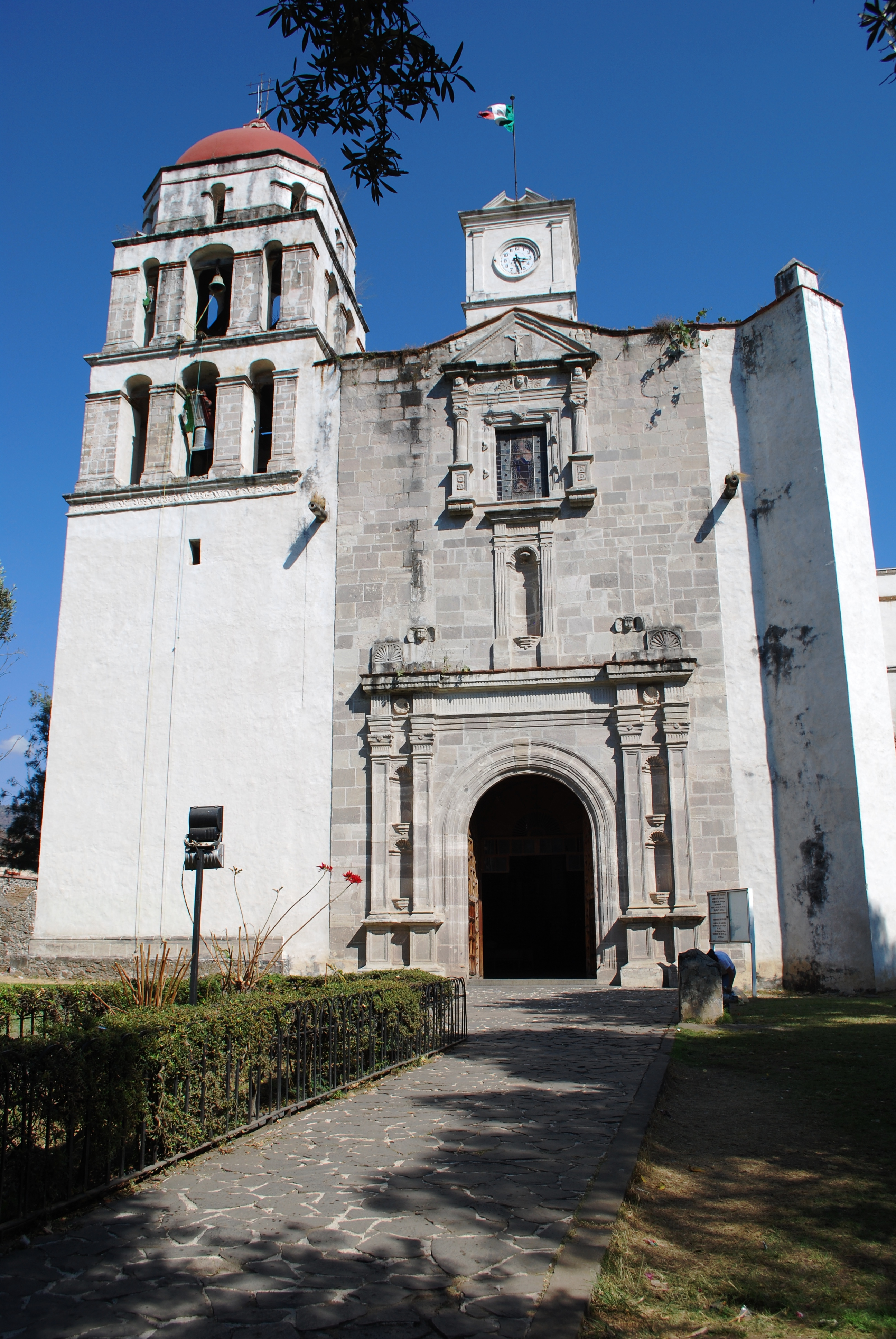
A Megváltó-templom
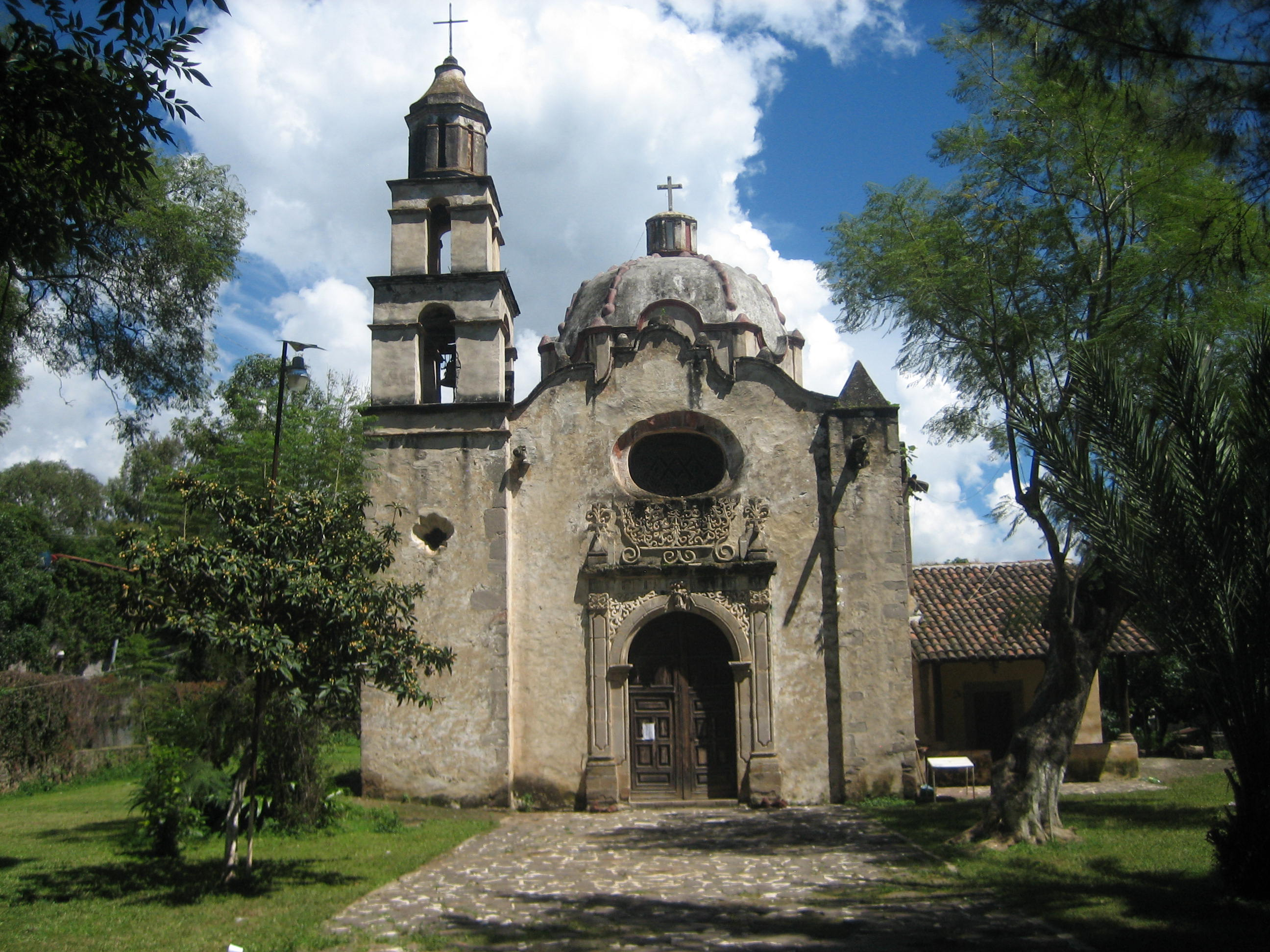
A La Soledad-kápolna
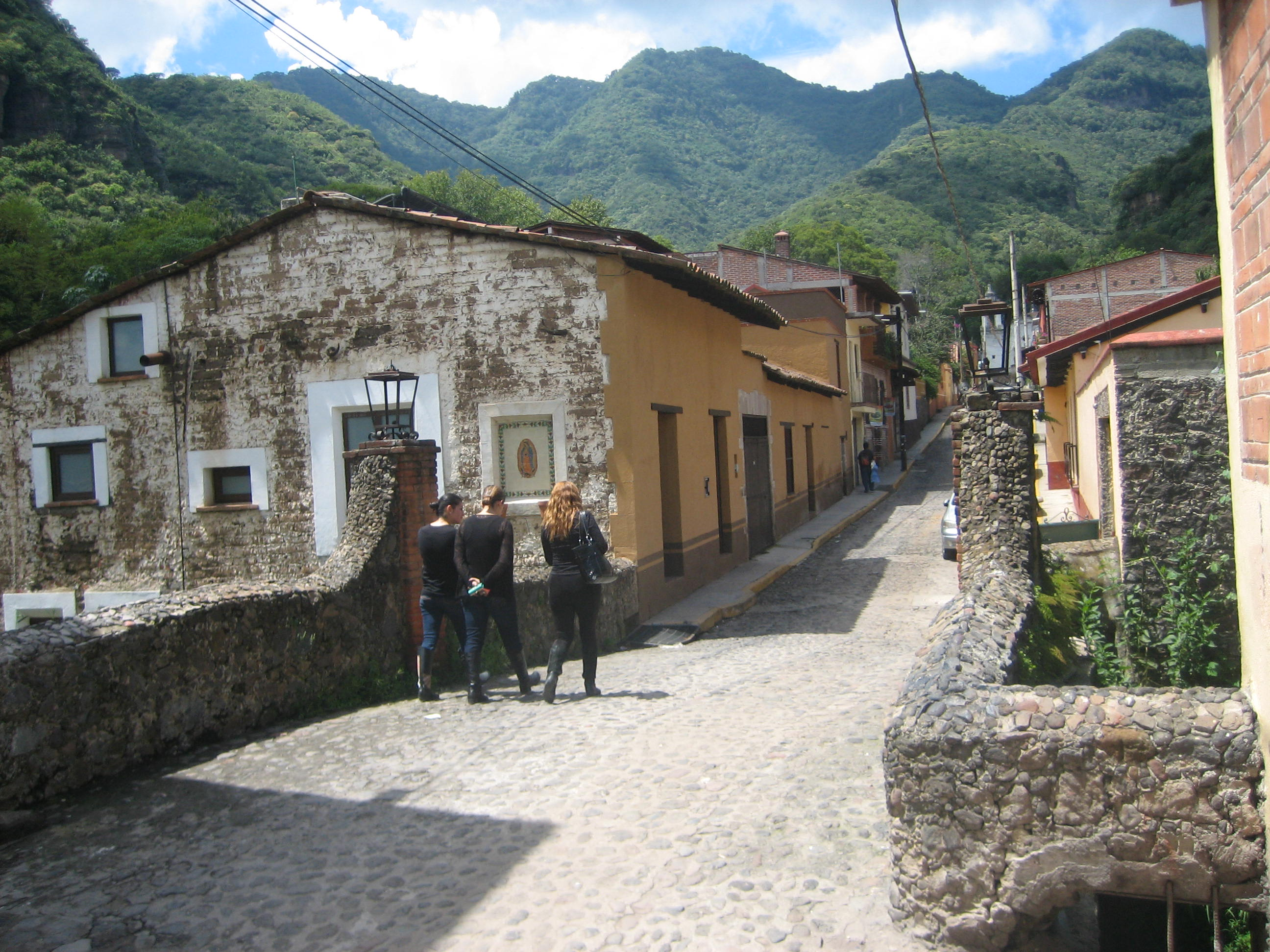
Régi kőhíd
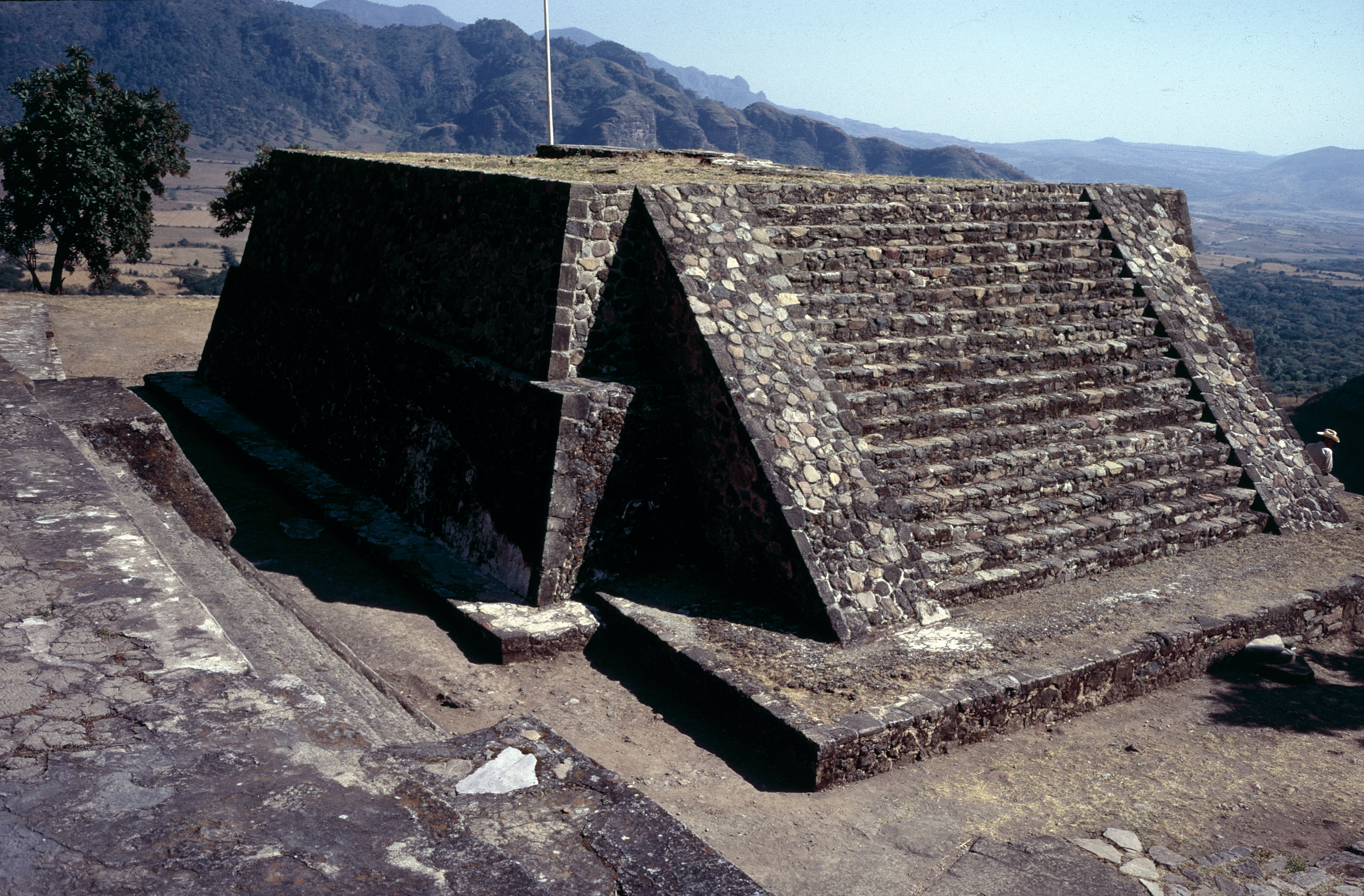
A Malinalco régészeti lelőhely